# Fria Norrland
Fria Norrland (FNO) var ett lokalt politiskt parti i Åre kommun.

## Politik

### 2006
Inför valet 2006 menade partiet att de tre viktigaste frågorna för mandatperioden 2006–2010 var att "sätta den enskilda medborgarens önskemål [gällande kommunens byggande] i fokus", "stötta de mindre företagen" och att "lösa det akuta barnomsorgsproblemet, framför allt i Undersåker".

### 2014
Inför valet 2014 menade företrädare för partiet att den viktigaste politiska frågan var "Att hela Åre kommun ska leva" och "att främja flera näringsintressen". Inför valet lyfte partiet frågor som att stötta privata initiativ, möjligheter att leva i kommunens utkanter och att uranbrytning inte ska tillåtas i södra delen av kommunen.

## Valresultat
| År   | Röster | %    | Mandat  |
| ---- | ------ | ---- | ------- |
| 1991 | –      | –    | 1 av 41 |
| 1994 | –      | –    | 1 av 41 |
| 1998 | –      | 2,9  | 1 av 41 |
| 2002 | 149    | 2,66 | 1 av 41 |
| 2006 | 189    | 3,23 | 1 av 41 |
| 2010 | 138    | 2,15 | 1 av 41 |
| 2014 | 115    | 1,70 | 0 av 37 |